# Lernaeenicus bataviensis
Lernaeenicus bataviensis is een eenoogkreeftjessoort uit de familie van de Pennellidae. De wetenschappelijke naam van de soort is voor het eerst geldig gepubliceerd in 1967 door Sebastian.